# Martin Uebele
Martin Uebele (* 1959 in Hechingen) ist ein deutscher Jurist und Generalstaatsanwalt des Freistaates Sachsen.
Nach dem Abschluss der juristischen Ausbildung wurde Uebele 1988 zum Richter auf Probe im Justizdienst des Bundeslandes Baden-Württemberg ernannt. Nach Verwendungen bei der Staatsanwaltschaft Rottweil, dem Amtsgericht Spaichingen und dem Landgericht Rottweil wurde er 1991 zum Staatsanwalt ernannt. Im Zuge des Aufbaus der sächsischen Justiz nach der Wiedervereinigung wechselte Uebele im Dezember 1991 in den Justizdienst des Freistaates Sachsen, wo er zunächst bei der Staatsanwaltschaft Görlitz und der Staatsanwaltschaft Dresden tätig sowie teilweise an die Bundesanwaltschaft beim Bundesgerichtshof abgeordnet war. Von März 1998 bis August 2001 war Uebele als Vorsitzender Richter am Landgericht Bautzen Vorsitzender einer Großen Strafkammer und einer Strafvollstreckungskammer. Im September 2001 wurde er zum Vizepräsidenten des Amtsgerichts Dresden ernannt, wo er bis Februar 2006 tätig war. Im Anschluss war Uebele bis November 2007 als Ministerialrat im Sächsischen Staatsministerium der Justiz Leiter des Referats „Grundsatz Personal“. Seit November 2007 war Uebele als Leitender Oberstaatsanwalt Leiter der Staatsanwaltschaft Görlitz. Im April 2016 wurde er zum Präsidenten des Amtsgerichts Chemnitz, im Dezember 2017 zum Präsidenten des Landgerichts Dresden ernannt.
Seit dem 1. Februar 2022 ist Uebele als Nachfolger von Hans Strobl Generalstaatsanwalt des Freistaates Sachsen.

## Nachweise
1. ↑  medienservice.sachsen.de.
2. ↑  medienservice.sachsen.de.
3. ↑  Neuer Generalstaatsanwalt Uebele. mdr.de.

| Personendaten    | Personendaten                                                 |
| ---------------- | ------------------------------------------------------------- |
| NAME             | Uebele, Martin                                                |
| KURZBESCHREIBUNG | deutscher Jurist, Generalstaatsanwalt des Freistaates Sachsen |
| GEBURTSDATUM     | 1959                                                          |
| GEBURTSORT       | Hechingen                                                     |